# Trügerische Leidenschaft
Trügerische Leidenschaft (OT: Deception) ist ein US-amerikanisches Filmdrama von Irving Rapper aus dem Jahr 1946 mit Bette Davis und Paul Henreid in den Hauptrollen. Die beiden Darsteller waren zuvor bereits in Reise aus der Vergangenheit als Leinwandpaar zu sehen gewesen.

## Handlung
Die Pianistin Christine Radcliffe rennt im Regen die Treppe einer Konzerthalle nach oben. Dass dort heute der Cellist Karel Novak spielen wird, hat sie soeben auf einem Konzertplakat gesehen. Novak, der den Krieg im neutralen Schweden verbracht hat, ist ihre totgeglaubte Jugendliebe. Nach der Aufführung wird Novak von Gratulanten bestürmt, und ein Reporter befragt ihn über seine Lieblingskomponisten. Novak listet einige berühmte Namen auf und fügt abschließend hinzu: „Und natürlich, Hollenius.“
Novak kehrt in seine Garderobe zurück, Christine tritt ein, und ihre Augen treffen sich in seinem Spiegel. Das Paar umarmt sich, während Christine weint: „Ich dachte, du wärst tot. Ich habe gesehen, wie sie dich getötet haben.“
Novak folgt Christine in deren Wohnung. Er wird argwöhnisch, als er das luxuriös eingerichtete Appartement und die vielen Pelzmäntel in ihrem Kleiderschrank sieht. In ihm keimt Misstrauen auf, und Christine wirft ihm seine ewige Eifersucht vor. Sie kann ihn aber zunächst beschwichtigen, indem sie ihm vorlügt, sie finanziere ihren Lebensunterhalt durch Unterricht, all diese kostbaren Gegenstände bezeichnet sie als Geschenke von „reichen, unbegabten Schülern“. Novak entschuldigt sich für sein Verhalten. Daraufhin bittet ihn Christine, sie sofort zu heiraten. Bei der Hochzeitsfeier taucht überraschend der Komponist Alexander Hollenius auf, der sich eigentlich auf einer Konzertreise befindet, und inszeniert einen dramatischen Auftritt. Es ist offensichtlich, dass er rasend eifersüchtig ist. Er steht so unter Spannung, dass er sein Weinglas in der Hand zerquetscht.
Hollenius gibt Novak eine Partitur seines neuen Cellokonzerts. Novak soll den Solopart bei der Uraufführung übernehmen, Hollenius selbst wird als Gastdirigent das Orchester leiten. Christine bemerkt, dass auch der Solocellist des Orchesters von Hollenius unterrichtet wird, und ihr Mann damit nicht ernsthaft von Hollenius für das Konzert vorgesehen sein kann. Sie befürchtet, dass sich Hollenius dafür rächen will, dass sie ihn verlassen hat, indem er die Karriere ihres Mannes sabotiert. Sie versucht den geschmeichelten Gribble mit viel Geld zu bestechen, nicht mit Hollenius zusammenzuarbeiten. Doch Gribble lehnt ab.
Vor der ersten Orchesterprobe lädt Hollenius das Paar zum Essen ein. Novak wird dabei durch Hollenius’ vordergründig äußerst gastfreundliches Verhalten, das aber dazu dient, den Cellisten auf subtile Weise zu zermürben, völlig aus der Fassung gebracht. Bei der Generalprobe kommt es zwischen Novak und Hollenius zu ein Disput, der in Wirklichkeit ein Machtkampf zwischen den beiden Männern ist. Hollenius bricht die Generalprobe ab. Am Abend der Premiere sucht Christine Hollenius in seiner Wohnung auf, um einen letzten Versuch zu machen, ihn zu besänftigen. Hollenius droht Christine jedoch, Novak noch vor dem Konzert von ihrer früheren Liebesbeziehung zu erzählen. Verzweifelt erschießt Christine ihn und arrangiert die Szene wie einen Selbstmord.
Ein anderer Dirigent übernimmt die Leitung des Orchesters, und die Aufführung ist ein großer Erfolg. Während die Gratulanten warten, gesteht Christine ihrem Ehemann die frühere Beziehung zu Hollenius, und dass sie soeben Hollenius erschossen hat. Überstürzt verlassen sie gemeinsam das Konzerthaus.

## Hintergrund
Der Film basiert auf dem Bühnenstück Monsieur Lamberthier von Louis Verneuil, das 1927 in Paris uraufgeführt wurde. Das Stück wurde in den USA erstmals am 22. Oktober 1928 am Maxine Elliott’s Theater am Broadway als Zwei-Personen-Stück unter dem Titel Jealousy mit Fay Bainter und John Halliday aufgeführt. Eine erste Verfilmung des Stoffes erfolgte 1929 unter dem gleichen Titel mit Jeanne Eagels und Fredric March und unter Regie von Jean de Limur. Das Stück wurde am 1. Oktober 1946 am Broadway unter dem Titel Obsession am Plymouth Theatre mit Eugenie Leontovich und Basil Rathbone erneut aufgeführt. Warner Bros. kaufte die Rechte am Stück ursprünglich für Barbara Stanwyck und Paul Henreid.
Bette Davis’ Solo-Klavierspiel wurde von Shura Cherkassky ausgeführt; Henreids Cellospiel von Eleanor Aller. Die Musik für Hollenius’ Cellokonzert stammt von Erich Wolfgang Korngold, der die Musik für diesen Film komponierte. Korngold erweiterte daraufhin dieses Material und veröffentlichte es als sein eigenes Cellokonzert. Außerdem komponierte er für den Film eine Kadenz für Haydns 2. Cello-Konzert und eine Bearbeitung von Schuberts Impromptu Nr. 4.
Trotz des früheren Erfolges von Davis, Henreid, Rains und Regisseur Rapper sowie positiven Kritiken, erwies sich Trügerische Leidenschaft als ein Problem für die Produzenten. Mit hohen Produktionskosten und einem bescheidenen Kinostart wurde es der erste Film mit Bette Davis, der für Warner Bros. keinen Gewinn einbrachte.

## Rezeption
2003 kam bei Naxos zum ersten Mal der komplette Score als Doppel-CD heraus, zusammen mit Korngolds Musik zu dem Film The Sea Hawk von Michael Curtiz. Die Restaurierung nahm John Morgan vor. Es spielten das Moscow Symphony Orchestra and Chorus unter Leitung von William T. Stromberg. Eleanor Aller, Mitglied des Hollywood String Quartet, übernahm den Cello-Part. Außer der Filmmusik enthält die CD auch das vollständige Konzert für Cello und Orchester in C-Dur, Op. 37.
2008 brachte Turner Entertainment eine DVD des Films zusammen mit einem Kommentar von Foster Hirsch heraus. Die DVD enthält eine Booklet mit 24 Seiten mit Texten von Brendan Carroll, Rudy Behlmer und John Morgan.

## Kritik
„Ein melodramatisch aufbereitetes Frauenschicksal, das über alle Unsinnigkeiten der Handlung hinweg von schauspielerischen Glanzleistungen getragen wird; Hollywood-Unterhaltung aus einem Guß.“

„Dank glänzender Darsteller und herrlicher Musikpassagen ein optischer wie akustischer Genuß. Großes Hollywood-Kino mit viel Herzschmerz.“